# Wasserstoffantrieb

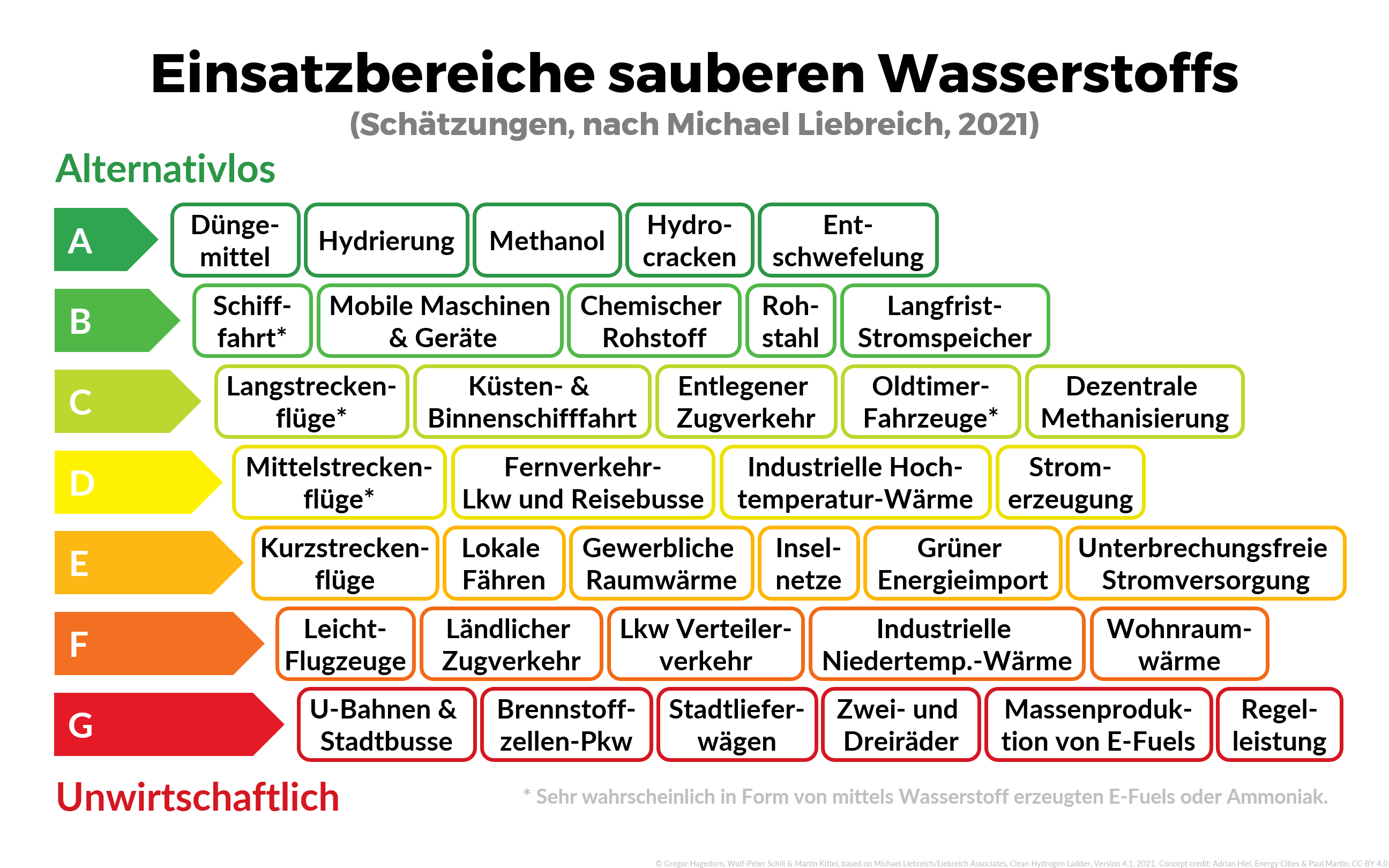
Die unterschiedlichen Einsatzbereiche von sauberem Wasserstoff nach ihrer Wirtschaftlichkeit eingeordnet.

Als Wasserstoffantrieb wird umgangssprachlich eine Antriebsart bezeichnet, die Wasserstoff als Treibstoff oder Energieträger nutzt.
Im Wesentlichen lassen sich folgende Konzepte unterscheiden:
- die Verbrennung in einem Verbrennungsmotor – siehe Wasserstoffverbrennungsmotor;
- die Verbrennung in einer Gasturbine;
- die Umsetzung in einer Brennstoffzelle mit nachgeschaltetem Elektromotor – siehe Brennstoffzellenfahrzeug;
- die Nutzung als Treibstoffkomponente in Raketen – siehe Raketentreibstoff.

## Anwendung

### Raketenantriebe

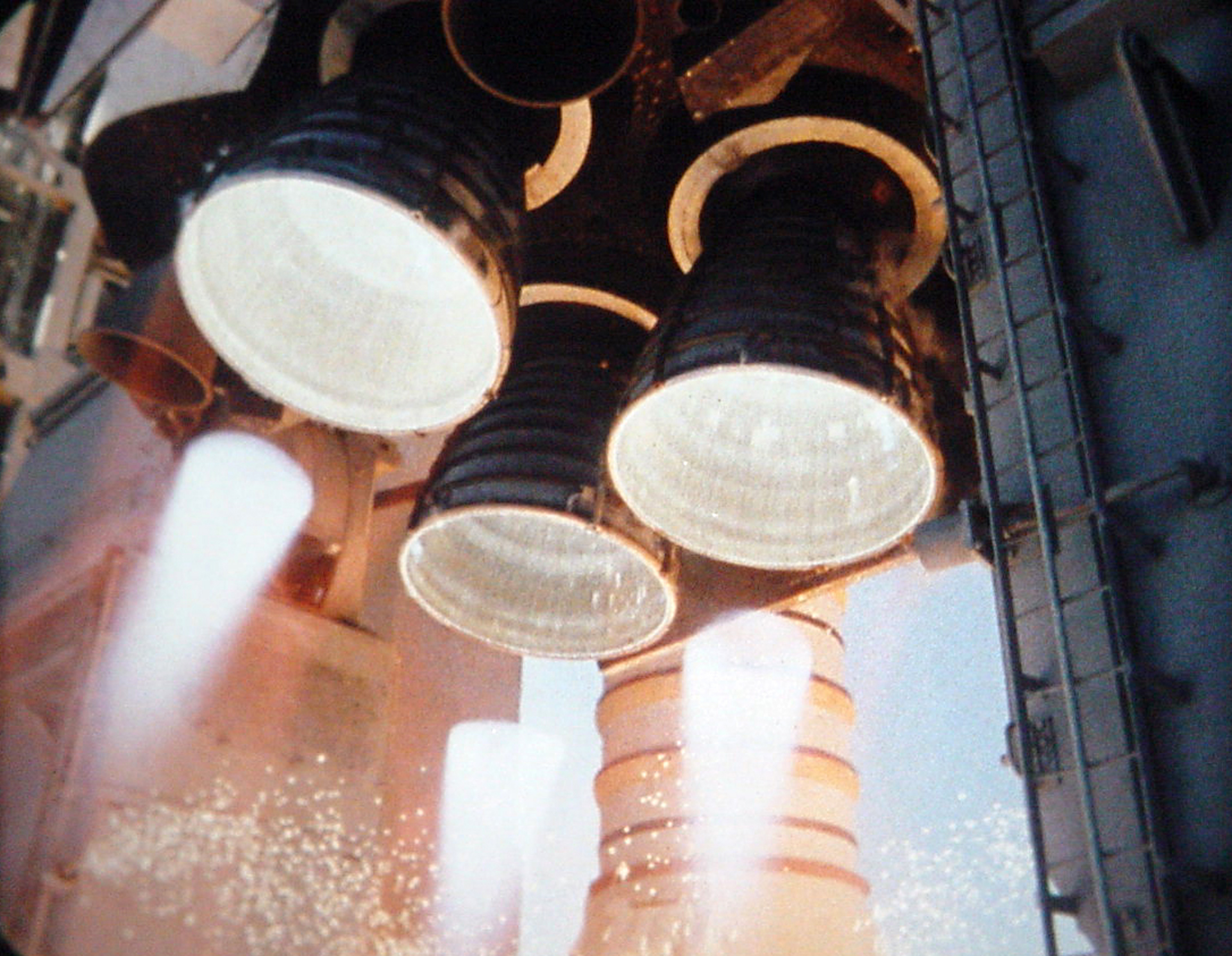
Raketenantrieb mit Wasserstoff/Sauerstoff-Gemisch

Wasserstoff/Sauerstoff-Gemische werden als Raketentreibstoff verwendet, so z. B. für die Haupttriebwerke des Space Shuttle oder der Delta IV Heavy.

### Schiffsantriebe

#### Überwasserschiffe
Auf der Hamburger Alster verkehrte von 2007 bis 2013 ein Fahrgastschiff für 100 Passagiere, das durch Strom (ca. 100 kW) aus Brennstoffzellen angetrieben wurde. Die Kosten der Brennstoffzellen betrugen 3 Mio. Euro, das komplette Schiff kostete 5 Mio. Euro. Es wurde im Rahmen des Projektes Zemships entwickelt. Die Stilllegung erfolgte wegen Außerbetriebnahme der H2-Tankstelle wegen Unwirtschaftlichkeit.
Als wasserstoffbetriebenes Hochseeschiff befindet sich die norwegische Viking Lady im Einsatz. Sie ist ein Versorgungsschiff für Bohrplattformen, das 2009 zusätzlich zum dieselelektrischen Antrieb mit einer Brennstoffzelle ausgerüstet wurde. Diese wird wie der konventionelle Antrieb mit LNG (verflüssigtem Erdgas) betrieben.

#### U-Boote

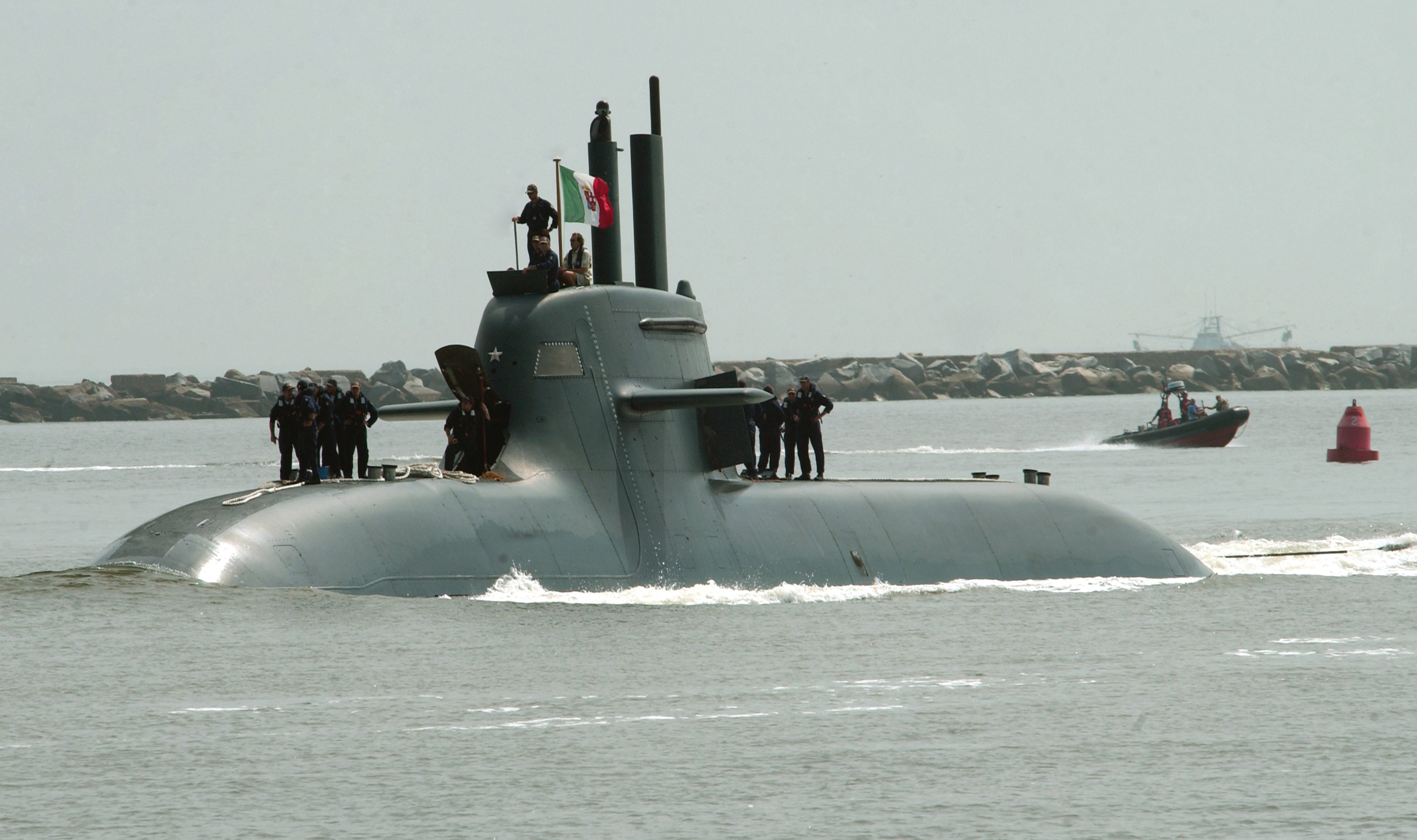
U-Boot Klasse 212 A mit Wasserstoffantrieb

Bei der U-Boot-Klasse 212 A und den neueren Booten der Dolphin-Klasse werden Brennstoffzellenantriebe eingesetzt. Die neun wassergekühlten Polymer-Elektrolyt-Membran-Brennstoffzellenmodule leisten insgesamt 306 kW. Sie werden mit Sauerstoff aus Drucktanks und Wasserstoff aus Metallhydridspeichern versorgt. Das anfallende Wasser wird als Brauchwasser genutzt. Das aus den Brennstoffzellen kommende Kühlwasser erwärmt den Metallhydridspeicher, um den Wasserstoff auszutreiben.
Das DeepC (in englischer Aussprache: Tiefsee) ist ein wasserstoffbetriebenes, unbemanntes Unterwasserfahrzeug. Es wurde 2004 in Betrieb genommen. Inzwischen ist das Projekt beendet.

### Fahrzeugantriebe
Heutzutage wird Wasserstoff noch aus fossilen Energien hergestellt und weist somit gegenüber der direkten Verbrennung fossiler Energieträger keine Umweltvorteile auf. Im Rahmen der weltweiten stattfindenden Transformation hin zu nachhaltigen Energiesystemen mittels Erneuerbaren Energien, der sog. Energiewende, ist vorgesehen, Wasserstoff entweder direkt durch Künstliche Photosynthese oder indirekt mittels Elektrolyse aus erneuerbaren Energien, insbesondere Windenergie, Solarenergie und Wasserkraft herzustellen. Dieser Wasserstoff kann dann emissionsfrei in Wasserstoffantrieben genutzt werden.
Wasserstoffantriebe werden mit anderen Antriebsformen konkurrieren, in Zukunft im motorisierten Individualverkehr vorwiegend mit Elektroautos. Hierbei ist jedoch zu berücksichtigen, dass mit regenerativ erzeugtem Wasserstoff betriebene Autos zwar einerseits effizienter und sauberer sind als fossil betriebene Fahrzeuge, Elektrofahrzeuge aber andererseits wieder deutlich effizienter als Wasserstofffahrzeuge. Aus Sicht der Energieeffizienz sind batteriebetriebene Elektrofahrzeuge demnach sinnvoller als Wasserstofffahrzeuge, da sie deutlich weniger Strom benötigen als beim Umweg über Wasserstoff. Allerdings ist Wasserstoff für Anwendungen notwendig, in denen batteriebetriebene Fahrzeuge nicht sinnvoll eingesetzt werden können, beispielsweise im Schwerlastverkehr, Flugverkehr oder Schiffsverkehr. Da sowohl die Wasserstoffherstellung als auch die Rückverstromung in den Brennstoffzellen des Wasserstofffahrzeugs verlustintensiv sind, benötigen Wasserstofffahrzeuge für dieselbe Strecke etwa 2,2-mal so viel elektrische Energie wie batteriebetriebene Elektroautos.

#### Verbrennungsmotor

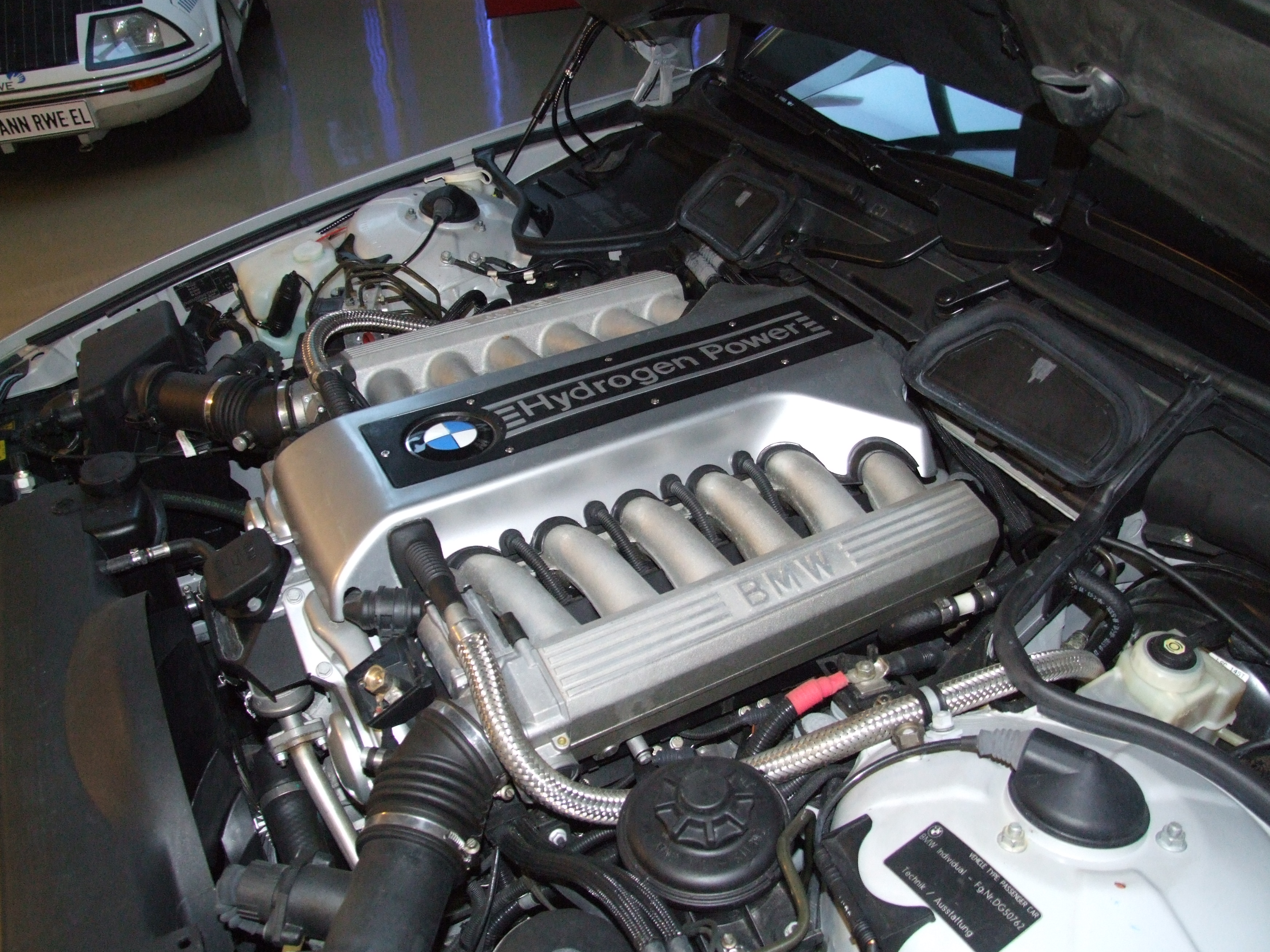
12-Zylinder-Wasserstoffverbrennungsmotor des BMW Hydrogen 7

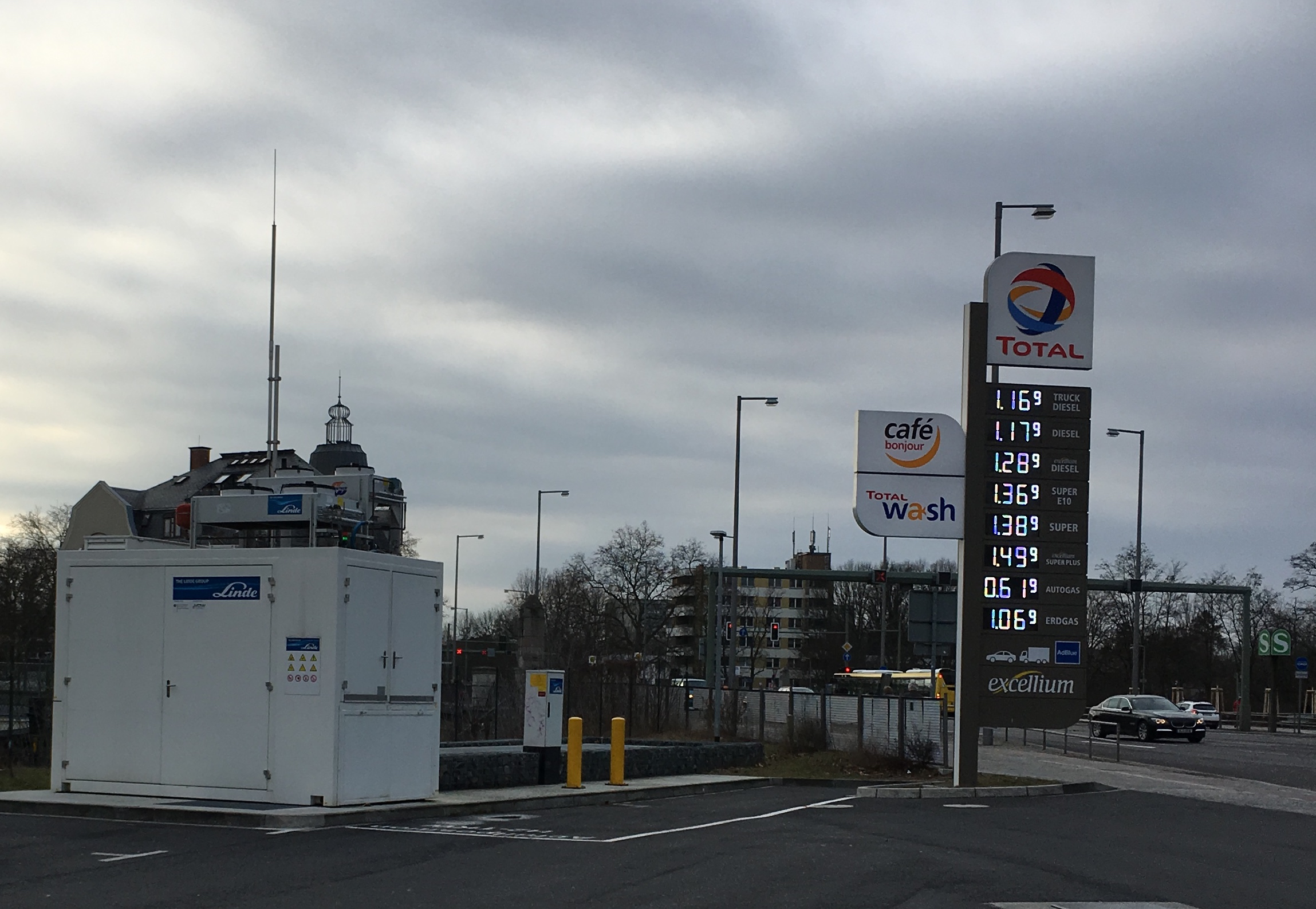
Eine Wasserstofftankstelle (Berlin, Heerstraße)

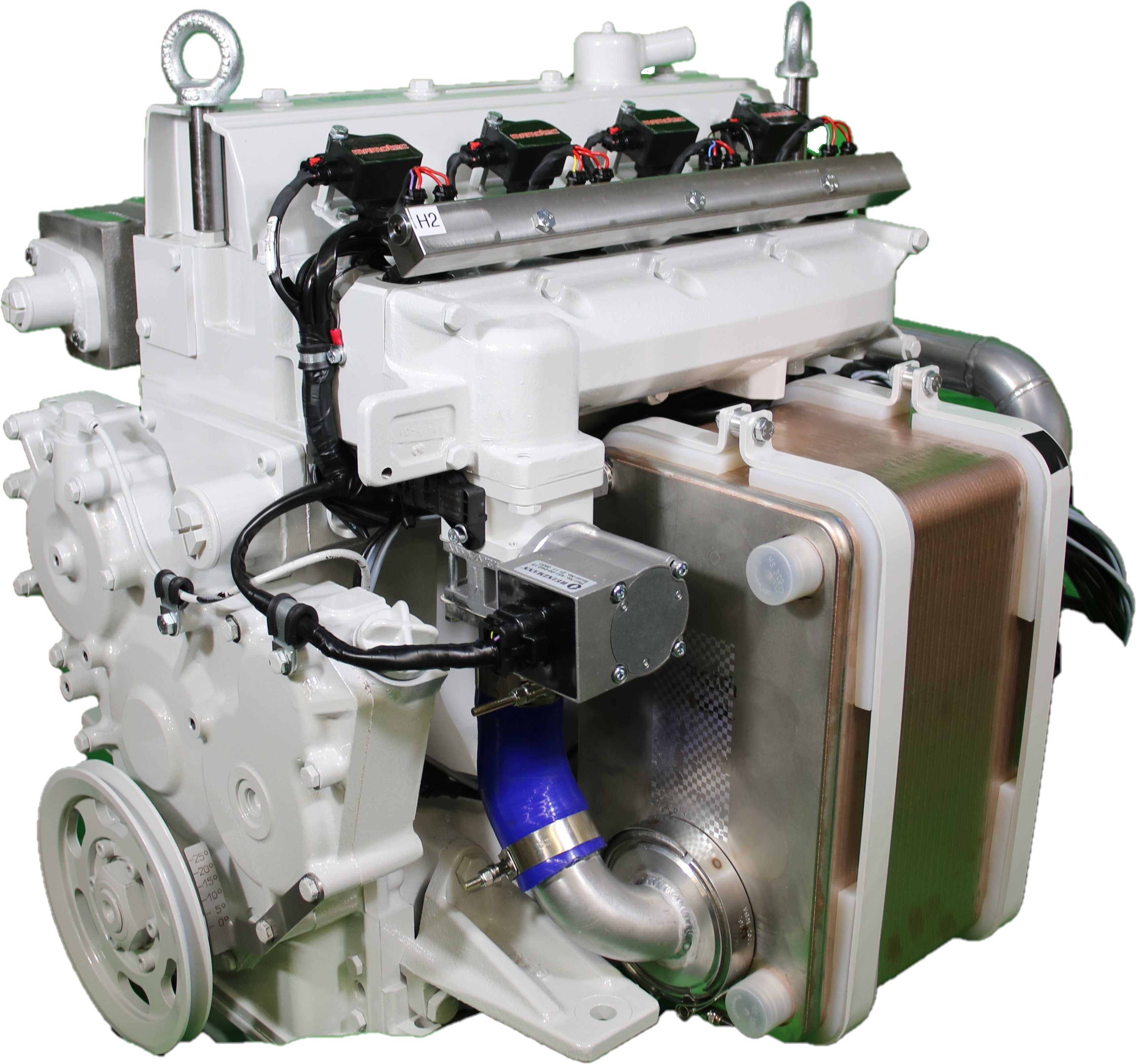
Wasserstoff Gasmotor von Mamotec GmbH

Mazda verleast seit März 2006 den Wasserstoff RX-8 und ist somit der erste Autohersteller, der ein Fahrzeug mit Wasserstoffverbrennungsmotor anbietet.
BMW ist der zweite Hersteller, der einen Wasserstoffverbrennungsmotor für PKW zur Serienreife gebracht hat. Der Motor kann sowohl mit Wasserstoff als auch mit Benzin betrieben werden. BMW hat auf der Auto-Show 2006 in Los Angeles das ab November 2007 erhältliche Modell 760h „Hydrogen 7“ vorgestellt. Es basiert auf dem 760i der BMW-7er-Reihe und kann von BMW geleast werden (ein Verkauf ist nicht vorgesehen). Der herkömmliche 12-Zylinder Verbrennungsmotor der 7er Reihe wurde dabei für die Verbrennung von Wasserstoff und Benzin modifiziert. Die Speicherung erfolgt als Flüssigwasserstoff. Für die Wasserstoffverflüssigung (−253 °C) wird allerdings sehr viel Energie benötigt. Außerdem verflüchtigt sich durch unvermeidbare Isolationsverluste ein Teil des Wasserstoffes bei der Lagerung, wenn kein kontinuierlicher Verbrauch gesichert ist. So beginnt die Ausgasung beim BMW Hydrogen 7 nach 17 Stunden Standzeit, nach 9 Tagen ist der Inhalt eines halbvollen Tanks verdampft.
In Berlin waren zur Fußball-Weltmeisterschaft 2006 zwei Busse mit Wasserstoffverbrennungsmotor im Dauereinsatz. Sie legten dort 8.500 Kilometer zurück und hatten im Lauf des Jahres 2006 in Berlin-Spandau den Linienbetrieb aufgenommen. 2009 teilte der Hersteller MAN mit, wegen vermehrter Defekte das Projekt aufzugeben.
Das österreichische Hydrogen Center Austria stellte Ende 2009 unter dem Namen HyCar1 ein Konzeptfahrzeug (Mercedes W211) mit Verbrennungsmotor vor, welches multivalent sowohl mit Benzin, Wasserstoff, Erdgas oder Gasgemischen betrieben werden kann.
BMW hat Ende 2009 bekanntgegeben, dass die Weiterentwicklung von Wasserstoffverbrennungsmotoren eingestellt wird. Der Feldversuch mit Luxuslimousinen, die mit Wasserstoff betrieben werden, wird nicht weitergeführt. „Es wird vorerst keine neue Wasserstoff-Testflotte geben“, sagte der BMW-Entwicklungsvorstand im Dezember 2009. 2010 wurde von BMW der 1er mit Brennstoffzellenantrieb vorgestellt.
Das Startup-Unternehmen Keyou gab 2021 bekannt auf Basis eines 7,8-Liter-Motors von Deutz einen Wasserstoffverbrennungsmotor vorrangig für Stadtbusse anbieten zu wollen. Umwelttechnisch bedenklich seien nur die NOx-Werte, die aber mit einer spezifischen Abgasnachbehandlung verschwinden würden.
HCNG (oder H2CNG) ist eine Mischung aus komprimiertem Erdgas (CNG) und Wasserstoff. Der Wasserstoffanteil liegt bei bis zu 50 Volumenprozent. Dieser Treibstoff kann prinzipiell mit jedem Erdgasmotor verbrannt werden und verringert den Aufwand für konstruktive Änderungen herkömmlicher Verbrennungsmotoren.

### Fahrzeuge mit Brennstoffzellen

#### Brennstoffzellen-Pkw
Schon um 1995 beschäftigten sich Fahrzeugbauer intensiv mit Brennstoffzellen-Pkw. Daimler-Benz stellte mit dem Necar II (New Electric Car) ein Forschungsfahrzeug vor und rühmte es als das „mit Abstand umweltfreundlichstes Auto der Welt“. Wird demgegenüber auch die Herstellung des Wasserstoffs als Vorkette bis zur Betankung (Well-to-Tank) in die Betrachtung einbezogen (Well-to-Wheel-Betrachtung), verschlechtert sich dessen Ökobilanz drastisch, wird es gar als „Eines der klimafeindlichsten Autos überhaupt“ bezeichnet. Eine neuere Ökobilanz von 2015 zeigt auf, unter welchen Rahmenbedingungen Brennstoffzellenfahrzeuge ökologisch konkurrenzfähig werden im Vergleich zu batteriebetriebenen Elektrofahrzeugen und konventionellen Fahrzeugen mit Otto- oder Dieselmotoren.
Die in der Schweiz ansässige Firma ESORO stellte 2008 unter dem Namen „HyCar“ ein Konzeptfahrzeug vor.

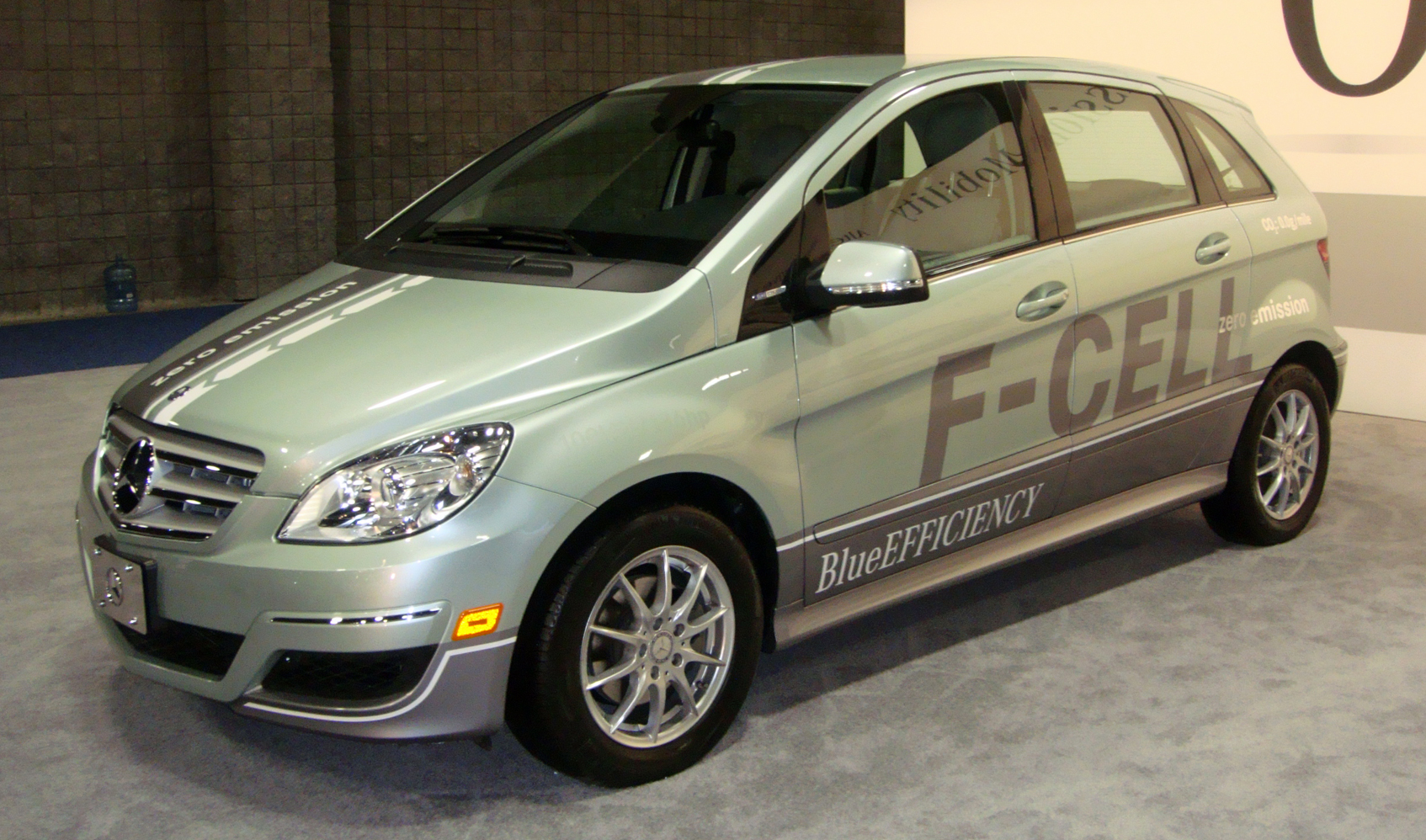
Mercedes-Benz F-Cell

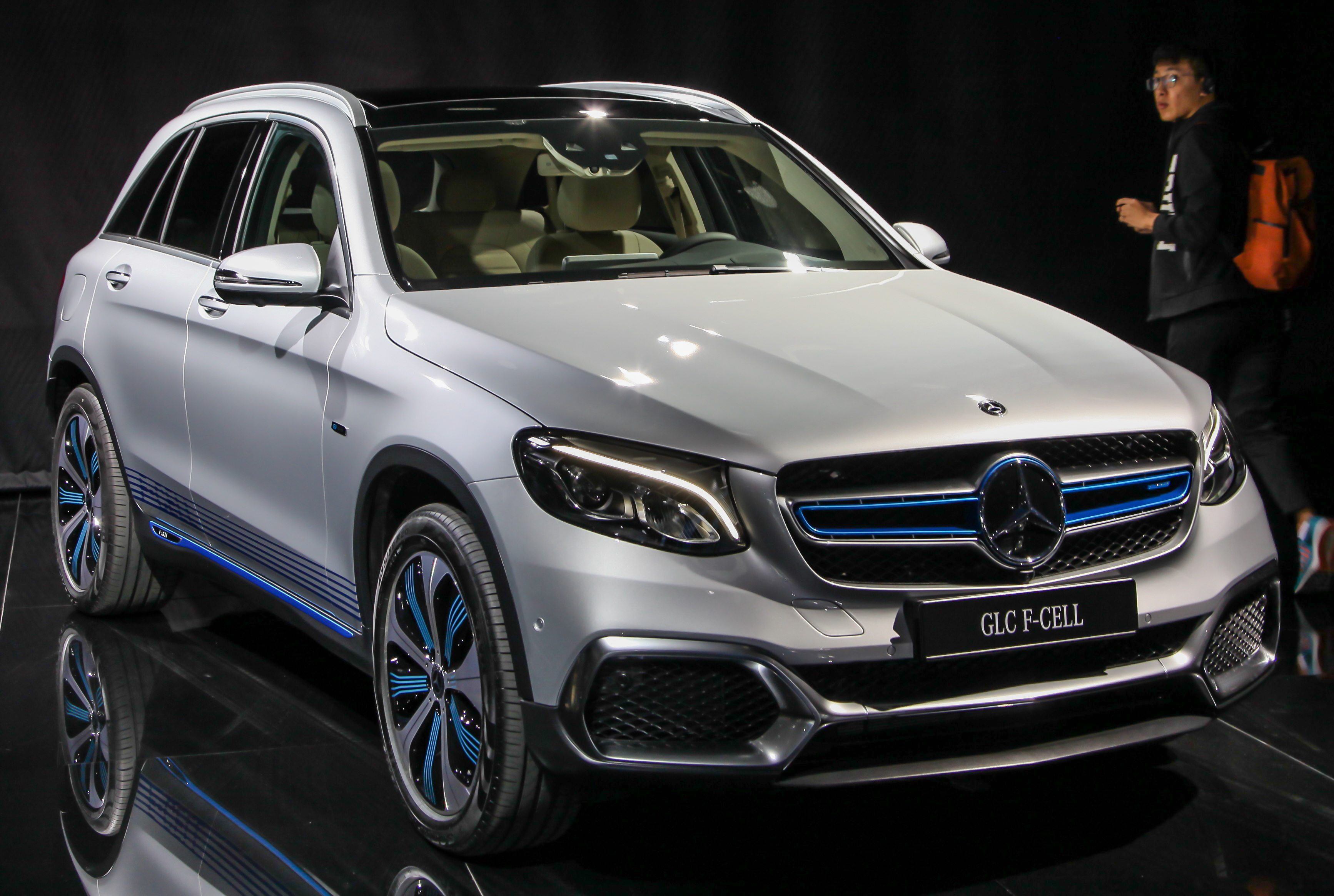
Mercedes-Benz GLC F-Cell

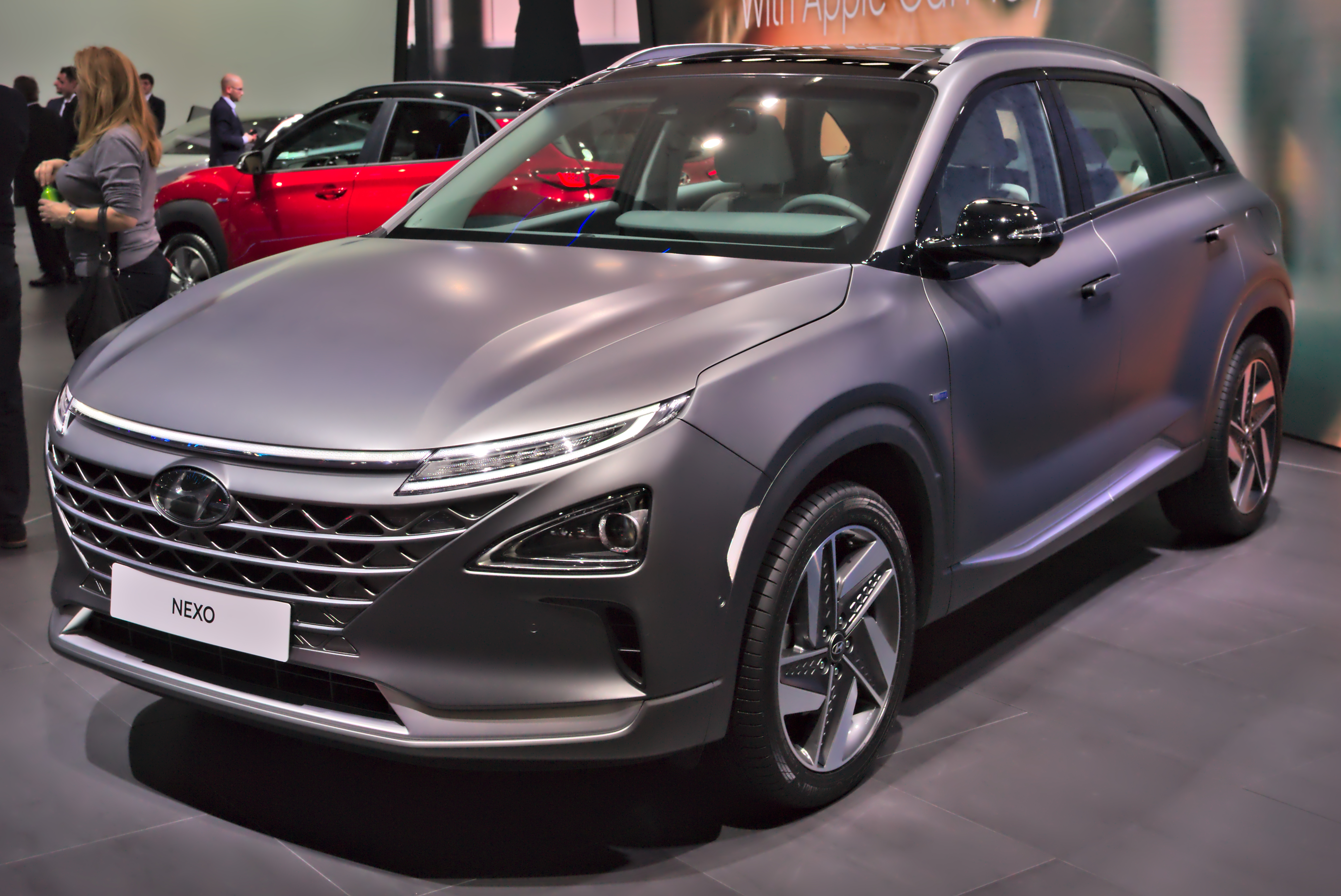
Hyundai Nexo

Die Fahrzeughersteller Toyota, Nissan und Honda haben angegeben, die Produktionskosten für wasserstoffgetriebene Fahrzeuge inzwischen stark reduziert zu haben. Es sei beabsichtigt, in Japan ab 2015 Großserien zu fertigen und zahlreiche Wasserstofftankstellen in den japanischen Metropolregionen zu errichten.
2013 nahm Hyundai in Korea als erster Hersteller die Serienfertigung des Brennstoffzellen-Pkw Hyundai ix35 FCEV in Kleinserie auf; Hauptzielmarkt war Europa. Ab 2015 fand sich der Wagen unter der Bezeichnung ix35 fuel cell im offiziellen Vertriebsprogramm von Hyundai Deutschland.
2015 bringt Toyota den seriell gefertigten Brennstoffzellen-Pkw unter dem Namen Mirai auf den internationalen Markt.
Daimler wollte 2014 mit der Großserienfertigung von Wasserstofffahrzeugen beginnen. Um die Alltagstauglichkeit des Wasserstoffantriebes nachzuweisen, startete Daimler eine Weltumrundung mit mehreren Brennstoffzellenfahrzeugen der Mercedes-Benz B-Klasse. Bereits 200 Serienfahrzeuge dieses Typs wurden 2010 auf Leasingbasis an Kunden ausgeliefert. Ende 2012 wurde bekannt, dass sich die Serienproduktion bezahlbarer BSZ-PKW bei Daimler um mehrere Jahre verschiebt.
Opel hatte im April 2011 angekündigt, ab 2015 erste Serienmodelle mit Brennstoffzellenantrieb in Serie zu fertigen und den Aufbau einer flächendeckenden Infrastruktur für Wasserstofftankstellen parallel zur Markteinführung voranzutreiben. Im Zusammenhang mit dem Kernkraftausstieg würde erwogen, überschüssige Energie aus Wind- und Solarkraftwerken zur ökologischen Wasserstofferzeugung zu verwenden. Ein erstes Pilotprojekt sei mit dem Windkrafterzeuger Enertrag geplant. Ende 2012 wurde bekannt, dass die Brennstoffzellenentwicklung bei Opel aufgegeben wurde.
Im November 2014 kündigte Toyota die Serienfertigung des Brennstoffzellenautos („Mirai“) an, das seit Dezember in Japan erhältlich ist. Seit 2015 wird dieses Fahrzeug auch in Deutschland verkauft.
Im Rahmen der IAA 2017 wurde ein Vorserienmodell des Mercedes-Benz GLC F-Cell vorgestellt. Das Fahrzeug ist als Serienmodell seit 2018 im Leasing erhältlich.
Auf der CES im Januar 2018 präsentierte Hyundai mit dem Nexo das Nachfolgemodell des ix35 fuel cell.
Die walisische Firma Riversimple hat ein Fahrzeug mit Brennstoffzelle entwickelt (Modell Rasa), das ab 2021 in die Serienproduktion gehen wird.
Das französische Start-up Hopium hat mit dem Hopium Māchina 2022 eine Oberklasse-Limousine mit Brennstoffzelle vorgestellt, die ab 2025 erhältlich sein soll.
Die zweite Nexo-Generation präsentierte Hyundai im April 2025 auf der Seoul Mobility Show.

#### Brennstoffzellen-Busse
Brennstoffzellenbusse erzeugen elektrische Energie mittels einer Brennstoffzelle, deren Energie die Elektromotoren antreibt. Sie haben zumeist eine Antriebsbatterie als Zwischenspeicher und für die Rückspeisung der rekuperierten Bremsenergie, womit sie zu den seriellen Hybridbussen gehören.

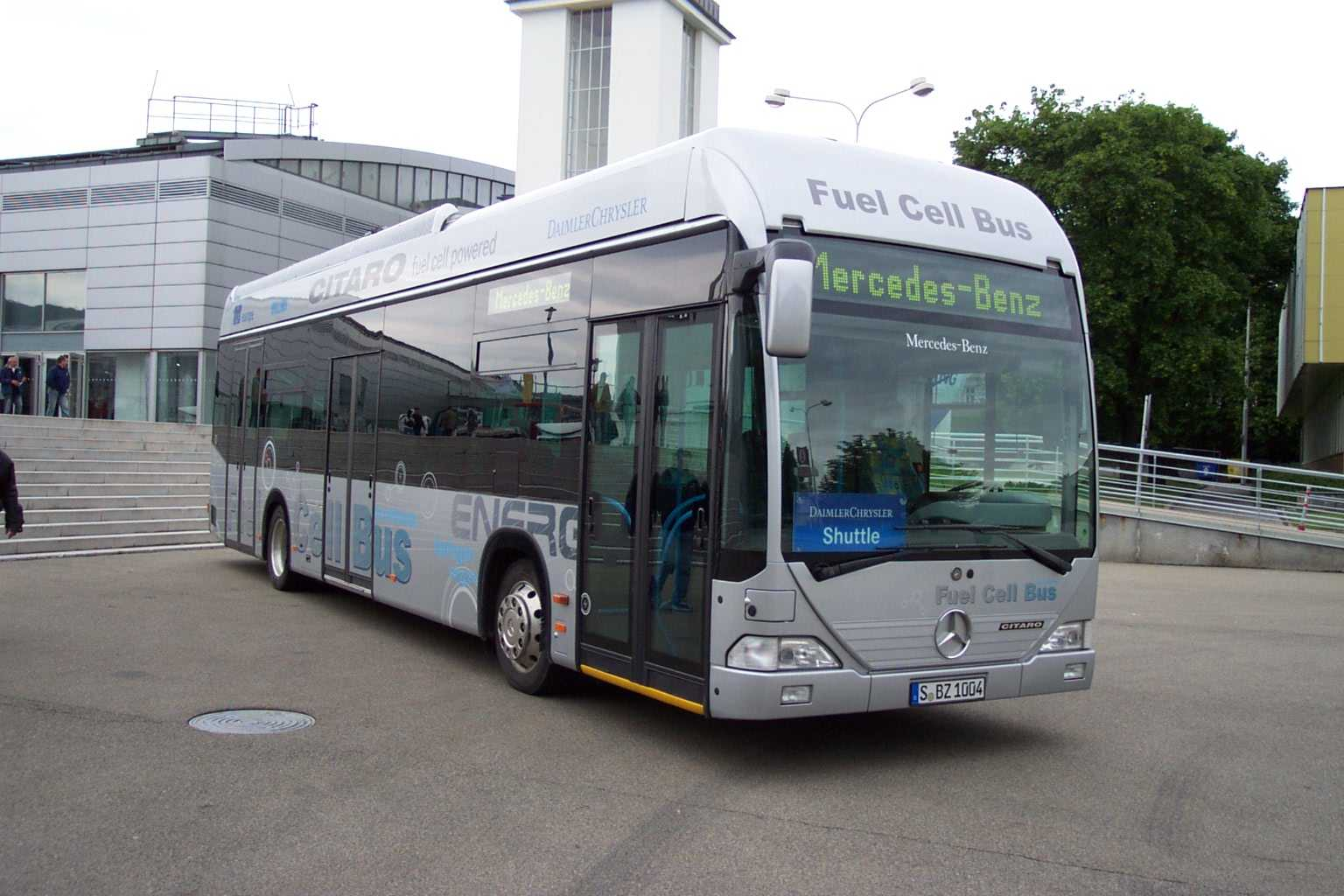
Mercedes-Benz O 530 Citaro BZ mit Brennstoffzellenantrieb in Brünn, Tschechien

##### EvoBus von Daimler
Eine Kleinserie wasserstoffbetriebener Stadtbusse wurde vom Daimler-Tochterunternehmen EvoBus gebaut und zur weltweiten Erprobung in Großstädten zur Verfügung gestellt. Da es sich hierbei um Stadtbusse handelt, entfällt das Problem des fehlenden Tankstellennetzes. In der Stadt ist nur eine Tankstelle auf dem Betriebshof des Busbetreibers nötig. 2004 wurden wasserstoffgetriebene Busse in einem gemeinsamen Projekt von DaimlerChrysler, Shell und dem isländischen Umweltministerium in Reykjavík erprobt. Neuere Modelle werden als Mercedes-Benz FuelCell Hybridbusse gefertigt.

##### Brennstoffzellenbusse in Hamburg
In Hamburg waren ab 2004 drei durch Brennstoffzellen und Elektromotoren angetriebene Stadtbusse von Daimler-Benz in der praktischen Erprobung, sechs weitere seit April 2006. Das Projekt der Hamburger Hochbahn AG und Vattenfall Europe hieß HH2. Der Gesamtwirkungsgrad (Well-to-Wheel) der mit Wasserstoff aus Ökostrom betriebenen Fahrzeuge ist allerdings umstritten, da zur Wasserstoffherstellung und Speicherung enorme Strommengen benötigt werden. Der Energieverbrauch der Wasserstoffbusse entsprach etwa einem Dieselverbrauch von 100 Liter auf 100 Kilometer. Diese zweite weiterentwickelte Generation war bis 2010 im Einsatz.
Von 2011 bis Ende 2018 war die dritte, deutlich verbesserte Version im Einsatz. Es handelte sich um serielle Hybridbusse, deren Brennstoffzelle mit bis zu 60 % Wirkungsgrad arbeitete und die den Strom in Lithium-Ionen-Batterien speicherte. Dadurch waren rein elektrisches Fahren und Rekuperation möglich. Die zwei Radnabenmotoren hatten je 60 kW Dauerleistung und konnten kurzzeitig bis 240 kW leisten. Der Wasserstoffverbrauch konnte um bis zu 50 % verringert werden, wodurch der Gesamtwirkungsgrad besser wurde. Vier der Busse sind seit 2019 auf dem Werksgelände des Industrieparks Frankfurt-Höchst im Einsatz.

##### Brennstoffzellenbusse in NRW
Beim Regionalverkehr Köln (RVK) wurden von 2011 bis 2016 zwei Phileas Brennstoffzellen-Gelenkbusse des niederländischen VDL-Tochterunternehmens Advanced Public Transport Systems (ATPS) eingesetzt.
Vom belgischen Bushersteller Van Hool wurden bei der RVK (Frühjahr 2014: 2 dreiachsige Wagen, ab Herbst 2019: 35 zweiachsige Wagen) und bei den WSW Wuppertaler Stadtwerken (ab 2019) Wasserstoffbusse in Betrieb genommen. Bis Mitte 2020 sollen in der Kölner Region 37 und in Wuppertal 10 Busse in Betrieb stehen. Anfang 2020 folgte eine Bestellung von insgesamt 25 Bussen des Typs Solaris Urbino 12 hydrogen. Die Aachener ASEAG will bis Ende 2026 25 Wasserstoffbusse (17 Gelenk- und acht Solobusse) anschaffen und hat dazu bereits einen Förderbescheid vom Minister für Umwelt, Naturschutz und Verkehr des Landes Nordrhein-Westfalen, Oliver Krischer, erhalten.

##### Brennstoffzellenbusse im Rhein-Main-Gebiet
In Frankfurt, Wiesbaden und Mainz scheiterte der erste Einsatz von Wasserstoffbussen, weil der polnische Hersteller Autosan nicht liefern konnte. Im Januar 2020 wurde die gemeinsame Bestellung von 11 Fahrzeugen aufgehoben. Sie sollten ab Sommer 2019 eingesetzt werden. Die Tankanlage in Wiesbaden für 2,3 Millionen Euro stand bis auf wenige Monate ungenutzt rum und soll nach Mainz verlegt werden.
Frankfurt hat inzwischen 13 Busse von dem polnischen Hersteller Solaris im Einsatz und will langfristig auf 130 Wasserstoffbusse ausweiten. Zwischen Darmstadt und Groß-Umstadt fährt seit Mai 2019 ein alter Brennstoffzellenbus im Linienbetrieb des Busunternehmers Winzenhöler.
In Wiesbaden fuhr 1 Jahr lang ebenfalls ein alter Wasserstoffbus, der ursprünglich jahrelang bei der Hamburger Hochbahn im Einsatz war. Ab Dezember 2021 fuhren dann bis zu 10 Wasserstoffbusse des portugiesischen Herstellers CaetanoBus, in denen eine Brennstoffzelle (PEM) von Toyota verbaut ist. Monatelang fuhren die Brennstoffzellenbusse gar nicht, weil die Wasserstofftankstelle wegen eines nicht lieferbaren Ersatzteils nicht repariert werden konnte. Im Dezember 2022 verkündete die Wiesbadener Verkehrsgesellschaft ESWE, dass alle Wasserstoffbusse verkauft und stattdessen Dieselbusse bestellt werden sollen. Begründet wurde das mit fehlendem Platz im Betriebshof und der Begrenzung auf 2 Antriebssysteme. Die Mainzer Verkehrsgesellschaft will 5 Busse übernehmen, die anderen 5 stehen für 420.000 Euro anderweitig zum Verkauf an.

##### Brennstoffzellenbusse in Thüringen
Die Stadtwirtschaft Weimar ist seit September 2023 der erste Betreiber von Wasserstoffbussen und Müllfahrzeugen in Thüringen. Ursprünglich sollte der Wasserstoff vor Ort mit Solarenergie produziert werden. Stattdessen kommt der Treibstoff mit dem Tankwagen aus dem nordbayerischen Wunsiedel. Für die Testfahrt hatte für den Regionalverkehr Köln bestimmtes Fahrzeug auf dem Weg per Tieflader vom Werk in Polen nach Köln einen Zwischenstopp in Weimar eingelegt. Der Bus hat eine Reichweite von mehr als 300 Kilometern und Platz für rund 80 Fahrgäste. Für die Wasserstofffahrzeuge musste auf dem Gelände der Stadtwirtschaft die Werkstatt umgerüstet und eine Wasserstofftankstelle gebaut werden. Für die Tankstelle wurde ein Vertrag mit der Nordhäuser Firma Maximator Hydrogen geschlossen. Die Kosten belaufen sich für die Busse, den Umbau der Werkstatt und den Bau der Tankstelle auf rund vier Millionen Euro.

##### Ursus City Smile
Auf der Hannover Messe 2017 wurde ein neues Elektrobusmodell mit Brennstoffzelle des polnischen Herstellers Ursus vorgestellt. Der Stadtbus Ursus City Smile erreicht durch den Range Extender eine Reichweite von 450 km und kann in etwa acht Minuten voll aufgetankt werden. Der Bus ist 12 m lang, bietet Platz für 76 Passagiere, fährt maximal 85 km/h und hat laut Hersteller einen Wasserstoffverbrauch von ca. 7 kg H2 pro 100 km. Die elektrischen Radnabenantriebe ZAwheel von Ziehl-Abegg erreichen einen Wirkungsgrad von 90 % und eine maximale Leistung von 364 kW. Die Brennstoffzelle mit einer maximalen Leistung von 60 kW lieferte das niederländische Unternehmen HyMove. Die Batterie kam vom deutschen Hersteller BMZ.

##### Toyota Sora
Der Brennstoffzellenbus Sora des japanischen Herstellers Toyota wurde 2017 auf der Tokyo Motor Show vorgestellt. 2018 erhielt der Bus die Zulassung für den Einsatz in Japan. Bis zum Jahr 2020 möchte Toyota – anlässlich der Olympischen Spiele – im Großraum Tokio 200 Fahrzeuge zum Einsatz bringen. Verwendet wird die auch bei dem PKW Toyota Mirai eingesetzte Technik, allerdings mit zwei Elektromotoren.

#### Brennstoffzellen-Zweiräder
Mit Brennstoffzellen angetriebene Fahrräder und Motorroller befinden sich in der Entwicklungsphase. Als erstes Brennstoffzellen-Zweirad überhaupt erhielt der Suzuki Burgman Fuel-Cell-Scooter 2011 die EU-Typgenehmigung zur Straßenzulassung. Nun soll der Roller in England auf seine Alltagstauglichkeit hin getestet werden. Herzstück des Fahrzeugs ist eine luftgekühlte Brennstoffzelle sowie ein in den Rahmen integrierter Wasserstofftank.

## Wirtschaftlichkeit
Die Wirtschaftlichkeit von Wasserstofffahrzeugen ist von mehreren Faktoren abhängig. Neben den Kosten der Wasserstofffahrzeuge verglichen mit herkömmlichen Antrieben ist der relative Preis der fossilen Primärenergieträger zum Wasserstoff ein wichtiger Faktor für die Wirtschaftlichkeit.
In einer Studie der DENA, die im Auftrag des Bundesverkehrsministeriums im Jahr 2009 durchgeführt wurde, sind Preise zwischen 85 $/Barrel und 130 $/Barrel als Gewinnschwelle zur Wirtschaftlichkeit von Brennstoffzellenfahrzeugen genannt, sofern die Preise für ein Brennstoffzellenfahrzeug im Bereich eines Dieselfahrzeugs liegen. Nach der Einschätzung namhafter Automobilhersteller sollte dies etwa ab 2014 erreicht sein. Allerdings wird der Serienstart der Brennstoffzellenfahrzeuge auch von führenden Autoherstellern immer wieder verschoben.
Mit Stand 2025 sind Brennstoffzellenfahrzeuge im Betrieb deutlich teurer als Elektroautos oder Fahrzeuge mit Verbrennungsmotor. Hinzu kommen die Kosten für Brennstoffzellenfahrzeuge, die etwa zwischen 45.000 und 80.000 Euro liegen. U.a. deshalb kündigte die OMV, der einzige Betreiber von Wasserstofftankstellen in Österreich, alle Wasserstofftankstellen 2025 zu schließen. Begründet wurde dieser Schritt mit den hohen Kosten des Wasserstoffantriebs und der geringen Nachfrage, da in ganz Österreich zu dem Zeitpunkt nur 62 Wasserstofffahrzeuge gemeldet waren.

## Unfallrisiko bei Wasserstofffahrzeugen
→ Siehe auch : Sicherheitshinweise
Mit Wasserstoff betriebene Pkw sind nicht gefährlicher als mit Benzin oder Gas betriebene Fahrzeuge. Wasserstoff ist wegen der geringen Dichte ein sehr flüchtiges Gas. Im Freien verflüchtigt es sich sehr schnell. In geschlossenen Räumen ist für eine ausreichende Belüftung zu sorgen, da es in einem weiten Bereich von 4–75 Vol.-% entzündlich ist (Benzin: 0,6–8 Vol.-%). Sauerstoff/Wasserstoffgemische mit einem Anteil von unter 10,5 Volumenprozent Wasserstoff sind schwerer als Luft und sinken zu Boden. Die Entmischung erfolgt nicht unmittelbar, so dass bis zur Unterschreitung der 4-Volumenprozent-Grenze die Zündfähigkeit erhalten bleibt. Beim Umgang mit Wasserstoff müssen Sicherheitsvorschriften und Entlüftungsanlagen dieses Verhalten berücksichtigen.
Im Gegensatz zu Wasserstoff ist Benzin eine Flüssigkeit, die langsam verdampft. Die entzündlichen Benzindämpfe sind schwerer als Luft und verbleiben länger am Boden und der Zeitraum, in dem es sich entzünden kann, ist länger.
Wenn Wasserstoff in geschlossenen Räumen freigesetzt wird, besteht erhöhte Explosionsgefahr, z. B. in Garagen oder Tunneln. Hier ist für eine erhöhte Belüftung und eventuell für zusätzliche Sicherheitsmaßnahmen zu sorgen. Die Detonationsgrenze von Wasserstoff liegt bei einer Konzentration ab 18 %. Benzin explodiert wesentlich früher, nämlich schon bei einer Konzentration von 1,1 %. Damit es überhaupt zu einer Explosion oder zum Brand kommt, muss in beiden Fällen ein entstandenes Kraftstoff-Luft-Gemisch erst einmal entzündet werden. Im Fall von Wasserstoff ist dafür eine geringere Energie von 0,02 mJ nötig als bei Benzin (Benzin: 0,24 mJ), in der Praxis spielt das aber keine Rolle, denn bereits die Energie eines elektrischen Funkens reicht aus, um auch Benzindämpfe zu entzünden. Benzin hat eine deutlich geringere Zündtemperatur (220–280 °C) als Wasserstoff (585 °C), so dass es sich leichter an heißen Oberflächen wie dem Auspuffkrümmer oder dem Katalysator entzünden kann. Nach einer Entzündung brennt Wasserstoff mit einer höheren Verbrennungsgeschwindigkeit ab als Benzin. Die Flamme bewegt sich dabei mit geringem Durchmesser steil nach oben, wenn sich das Leck an der Tankoberseite befindet. Eine Wasserstoff-Flamme hat eine geringere Wärmestrahlung als eine Benzinflamme. Neben einer Wasserstoff-Flamme wird es deshalb weniger heiß als neben einer Benzinflamme – der Vorteil ist, dass benachbarte Gegenstände wie z. B. Autositze nicht so leicht Feuer fangen. Auch für Personen, die sich in der Nähe der Flamme aufhalten ist die Gefahr geringer, Verbrennungen zu erleiden. Allerdings ist die Wasserstoff-Flamme kaum sichtbar. Daher besteht die Gefahr, unabsichtlich hineinzugeraten.
Die heute für Wasserstoff verwendeten Drucktanks halten (im Gegensatz zu Benzintanks) auch schwere Unfälle unbeschadet aus. Wasserstofffahrzeuge mit Drucktanks können problemlos in Parkhäusern und Tiefgaragen geparkt werden. Es existiert keine gesetzliche Bestimmung, die das einschränkt. Im Gegensatz dazu dürfen Fahrzeuge mit Flüssigwasserstoff nicht in geschlossenen Räumen abgestellt werden, da sich durch das Ausgasen explosive Gasansammlungen bilden können. Ein Beispiel für das Verhalten von Wasserstoff zeigte sich bei mehreren Unfällen von Tankwagen, die mit Flüssigwasserstoff beladen waren. Hier kam es jeweils zur Explosion bzw. zum Abbrennen des Wasserstoffes: Es gab keine oder nur leicht Verletzte, niemand kam bisher ums Leben.
Das Hauptproblem bei der Wasserstofflagerung sind Lecks. Wasserstofftanks und Rohrleitungen müssen aufgrund des geringeren Moleküldurchmessers von Wasserstoff im Vergleich zum aus einer Mischung aus Propan und Butan bestehenden Erdgas wesentlich besser abgedichtet sein. Manche Materialien sind ungeeignet, da sie für Wasserstoff durchlässig sind. Lecks führen nicht nur zu hohen Transportverlusten, sondern bilden ein Sicherheitsrisiko, wenn sich Gas ansammelt und sich ein Wasserstoff-Luft-Gemisch bildet. Deshalb sind Wasserstofftanks und Leitungen aus besonderen Kunststoffen, die eine Diffusion weitgehend verhindern. Solche Systeme müssen vom TÜV abgenommen werden. Von Vorteil ist, dass Wasserstoff wegen seiner geringen Dichte nach oben entweicht und sich nicht, im Gegensatz zu Benzindämpfen, Propan oder Butan, in Vertiefungen sammelt.